# 고속 나가타역
고속 나가타 역(일본어: 高速長田駅, こうそくながたえき)은 일본 효고현 고베시 나가타구에 있는 한신 전기철도 고베 고속선의 역이다. 역 번호는 HS 38이다. 고베 시영 지하철 세이신·야마테 선의 나가타 역과 환승된다.

## 개요
본 역 전후의 구간은 고베 고속 철도가 제3종 철도 사업자의 "도자이 선"으로 시설을 보유하여, 한신 전기철도는 제2종 철도 사업자로 영업을 하고 있다. 2010년, 역 안내판 등의 리뉴얼 이후 역 출입구의 안내판 등에서는 고베 고속 철도의 문자는 일체 없고, "한신 고속선(HANSHIN KOBEKOSOKU LINE)"으로 표기되고 있다. 이와 동시에 리뉴얼 전의 승강장 역명판에 기재된 나가타 신사 앞이라는 부역명은 표시가 취소되고 역 입구의 표기와 역 도착 시 방송으로만 한다.

## 역사
- 1968년 4월 7일: 고베 고속 철도 개통과 동시에 영업 개시.
  - 본 역의 개통 전날까지는 이 역에서 약 100m 서쪽 지상에, 산요 전기철도 본선의 나가타역이 있었다.
- 1986년 12월 31일: 자동 개찰기 도입.
- 1995년
  - 1월 17일: 한신・아와지 대지진으로 재해, 영업 정지.
  - 6월 18일: 당역 ~ (산요)니시다이 역 구간 운행 재개.
  - 8월 13일: 신카이치 ~ 당역 구간이 개통하여 고베 고속 전 구간 운행 재개.
- 1999년 12월 1일: 지역 주민의 오랜 요구를 받아 "나가타 신사 앞"이라는 부역명 추가(같은 날에, 시영 지하철 나가타 역에서도 실시).
- 2009년 6월 1일: 배리어 프리에 대응한 동쪽 대합실과 출입구가 완성되면서 사용 개시, 동시에 이미 설치되었던 대합실과 출입구를 서쪽 대합실, 출입구로 변경.
- 2010년 10월 1일: 역명판은 한신 전기철도가 채용하고 있는 디자인으로 변경되어(이에 따라, 부역명 "나가타 신사 앞"의 표기 폐지). 아울러 산요 전기철도와 한큐전철의 제2종 철도 사업 폐지되고 산요 전기철도 열차의 진입 및 본 회사 승무원의 한신 차량 승무는 계속됨.
- 2014년 4월 1일: 역 번호 도입.

## 역 구조
상대식 승강장 2면 2선의 지하역이다. 개찰구와 대합실은 지하 1층, 승강장은 지하 2층에 있다. 개찰구는 동,서쪽 대합실에 총 2개소 존재한다. 또한, 고베 시영 지하철 나가타 역과 서쪽 대합실에서 개찰 외의 지하 연결통로로 연결되었으나 양측의 개찰구까지 거리가 200m정도의 지하철로의 환승은 산요 전기철도 구간에 들어선 이타야도 역이 용이하다. 다만, 고속 고베 역 방향과 지하철 묘다니 역 방면의 경우에는 본 역에서 갈아타는 것이 운임이 저렴하다.
상기 서술한대로, 1968년 4월 6일까지는 위치적으로 본 역에 상당하는 나가타 역과 이타야도 역 ~ 히메지 역의 각 역간 거리는 산요의 운임에서만 이용되었지만, 고베 고속 철도 개업 이후에는 니시다이 역을 기점으로 회사 경계를 넘게 되므로 현재의 운임은 산요의 운임 + 고베 고속의 기본 요금과 비교하면 비싸다.
국토교통성의 계획 아래 2006년 말부터 엘리베이터와 오스토 메이트 대응 다기능 화장실을 설치한 배리어 프리화 공사가 시작되면서 2009년 6월 1일에 동쪽 대합실, 개찰구가 완성되어 사용을 시작했다. 본 역은 기존 플랫폼에서 대피 경로가 1군데 없는 방재상 문제가 있는 지하역이어서 기존 대합실(현, 서쪽 대합실)보다 조금 동쪽에 동쪽 대합실 신설함으로써, 배리어 프리화와 발화 대책을 해결하게 되었다. 또한, 이 공사는 한신・아와지 대지진으로 함몰한 다이카이 역의 복구 공사를 제외하면 고베 고속선 내에서 첫 대규모 개량 공사가 시행된 것이다.

### 승강장
| 승강장 | 노선         | 방향 | 행선 |
| ------ | ------------ | ---- | --- |
| (북측) | ■고베 고속선 | 상행 | 고베산노미야・아마가사키・오사카 (우메다)・난바・나라・다카라즈카・교토 방면 고베 전철선(신카이치 환승) |
| (남측) | ■고베 고속선 | 하행 | 아카시・히메지 방면                                                                                     |

## 역 주변
- 나가타 신사
- 나가타 구청
- 나가타 경찰서
- 고베 시 소방국 나가타 소방서
- 나가타 세무서
- 고베 나가타진자도리 우체국
- 고베 미쿠라 우체국
- 고베 무라노 공업 고등학교
- 효고 현립 미나토가와 고등학교
- 효고 현립 효고 고등학교
- 효고 현립 나가타 상업 고등학교
- 효고 현립 나가타 고등학교
- 효고 현립 세이운 고등학교
- 한신 자동차 항공철도 전문학교
- 고베가쿠인 대학 법과 대학원
- 니시 시민 병원
- 효고 병원
- 구몬 병원
- 유코 병원
- 요시다 병원
- 나가타진자마에 상점가
- 라이프 나가타점
- 다이에 나가타점
- 미쓰이스미토모 은행 나가타 지점
- 히메지 신용 금고 고베니시 지점

## 사진

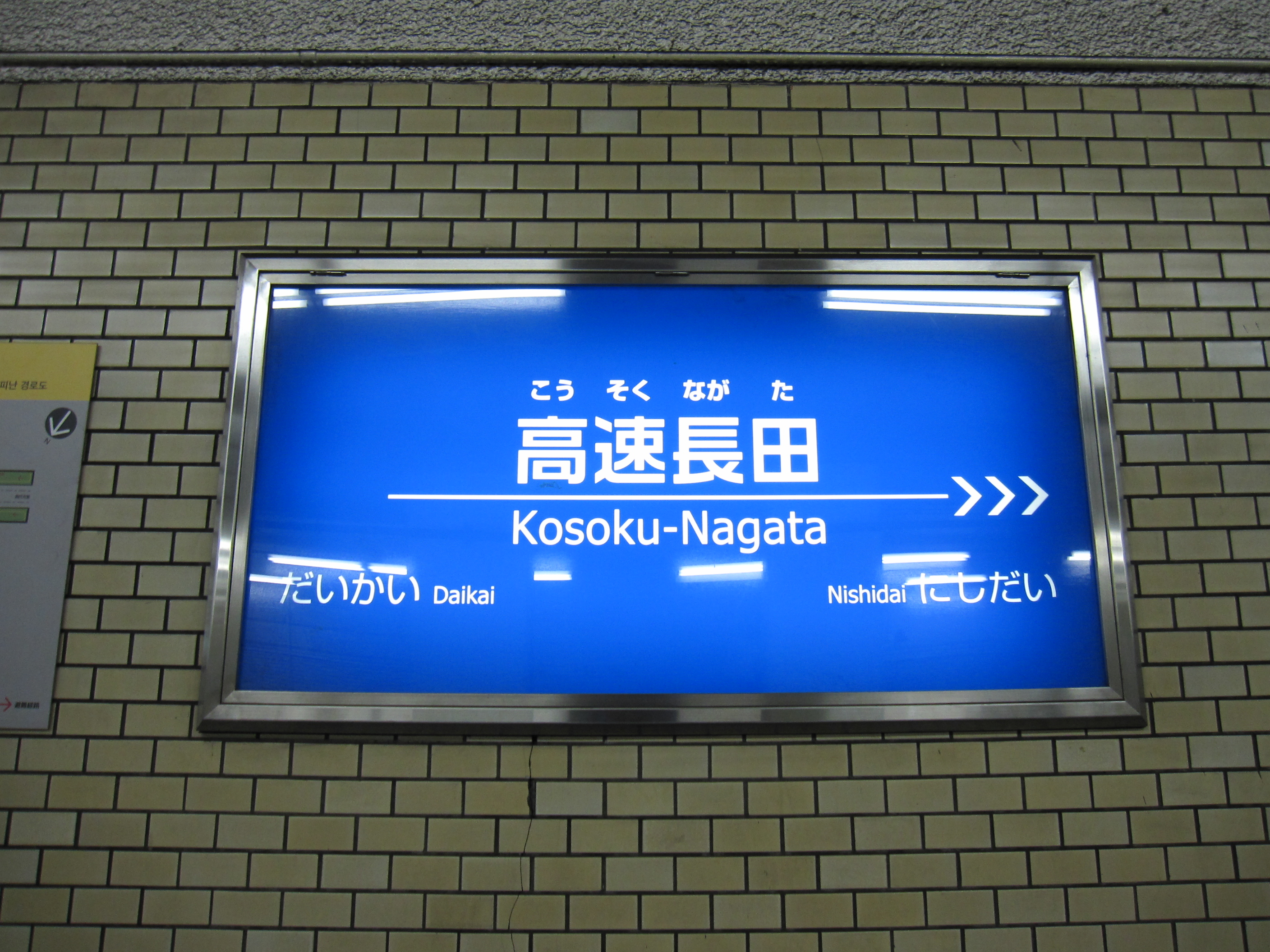
역명판

## 인접역
| 한신 전기철도 ■ 고베 고속선 (도자이 선)  | 한신 전기철도 ■ 고베 고속선 (도자이 선) | 한신 전기철도 ■ 고베 고속선 (도자이 선) |
| ---------------------------------------- | --------------------------------------- | --------------------------------------- |
| HS 36 신카이치 우메다・고베산노미야 방면 | ■ 직통특급(A직통)                       | 이타야도 SY 02 산요히메지 방면          |
| HS 37 다이카이 고베산노미야 방면         | ■ 직통특급(B직통) ■ S특급 ■ 특급 ■ 보통 | 니시다이 HS 39/SY 01 산요히메지 방면    |